# 勤勉革命
勤勉革命（きんべんかくめい、英：Industrious Revolution）とは、江戸時代の17世紀末より、農村部に生じた生産革命である。
家畜（資本）が行っていた労働を人間が肩代わりする資本節約・労働集約型の生産革命であり、これを通じて日本人の「勤勉性」が培われたとされる。家畜を飼育するために割く労力を抑制し、人間自身が自発的に重労働も担うことで、生産を増やそうとした特徴がある。
江戸時代濃尾地方農村部に人口の増加に伴う家畜の減少を観察した歴史人口学者の速水融により1976年に提唱され、産業革命 (industrial revolution) に因んで勤勉革命 (industrious revolution) と名付けられた。産業革命（工業化）は、資本（機械）を利用して労働生産性を向上させる資本集約・労働節約型の生産革命であったのとは対照的な捉え方である。

## 背景

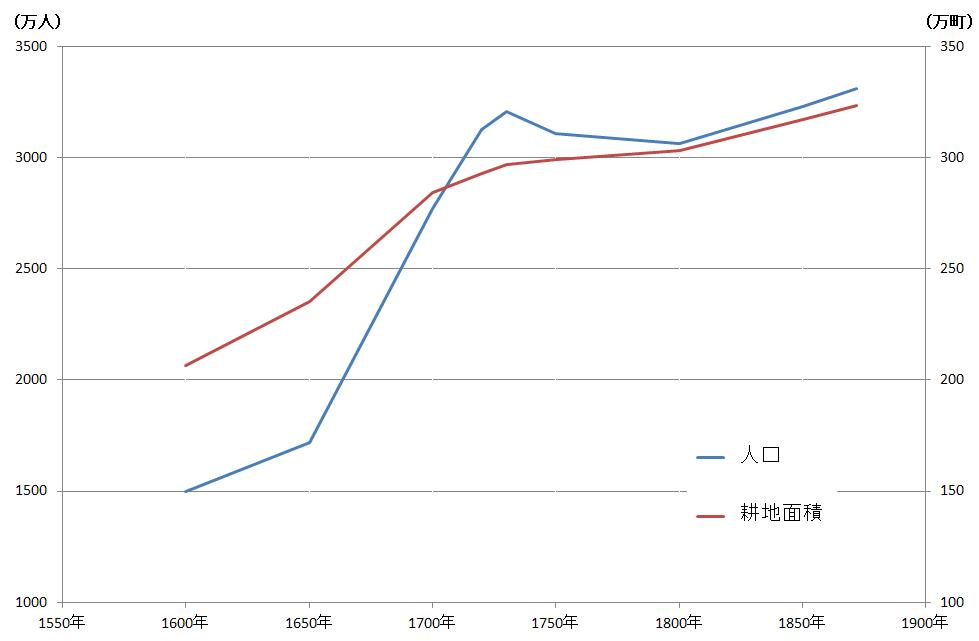
江戸時代の人口・耕地面積の推移

日本では室町時代末から江戸時代初期にかけての16-17世紀は耕地面積が急増した時代である。これは治水・灌漑技術の発達により沖積平野部の開拓が可能になったことに起因するもので、江戸時代における耕地開発の3分の2は17世紀中に行われたものであった。また人口についても17世紀中には急速な増加がみられ、1600年において約1500万人であったものが18世紀初頭には約3000万人に達していた。
そうした中で農村社会も変貌する。中世には名主が名子・被官を動員した大規模な農業経営が一般的であり、有事にはそれがそのまま戦闘集団として機能した。しかし平和な時代が訪れ、また開拓が進むにつれて名子層は平野部に進出して自立し、17世紀中ごろには一夫婦とその直系家族による小規模な家族経営が大半を占めるようになっていた（小農自立）。
しかし17世紀末には平野部も大半が開発し尽くされて18・19世紀には耕地面積は伸び悩み、人口も約3000万人で停滞していた。こうした状況の中、自己の責任下で経営判断を行うようになった小農達が生産拡大のために採った行動、それが勤勉革命であった。

## 産業革命と勤勉革命
勤勉革命とは畜力（資本）を人力（労働）に代替して生産性の向上を図る、資本節約・労働集約型の生産革命である。つまり、18-19世紀にイングランドで興った産業革命（工業化）が機械（資本）の使用を通じて生産性の向上を図る資本集約・労働節約型の生産革命であったのとは対照的に、同時期の日本では資本（家畜）を労働に代替するという産業革命とは逆の方向に進展していたのである。
日本とイングランドでこうした対照的な生産革命が進行した原因は、土地の広狭に求められる。元々イングランドは日本に比べて利用可能な土地に対する人口は希薄、海外植民地の獲得によってそれはより顕著なものになっており、労働者一人当たりの生産性向上が求められた。他方、日本では17世紀末には可耕地の大半が耕作地化されており、単位面積当たりの生産性向上が追求された。
工業化以前の農村において資本の投下による労働生産性向上とは、イングランドで産業革命に先行して進展した農業革命のように大量の家畜使用を意味するものであり、それは大規模農業経営に適していた。しかし土地生産性向上のためにはその土地ごとに適した作物の選択や二期作・二毛作のような高頻度の土地利用、細やかな手入れを必要とし、それには小規模な農業経営の方が適していた。
日本では17世紀中ごろには農業経営の大半は小規模な家族経営となっていたが、彼等が生産拡大のために行った高頻度の土地利用は地力維持のための努力を要求して人手による労働の必要性を高め、また農家を市場経済に組み込むことになった。江戸時代において地力は深耕や肥料の大量投入により維持されたが、それ以前に牛馬に引かせていた犂は小型・軽量なもので鍬を使った人手による開墾の方が深耕には向いていた。肥料に関しても中世には自ら里山から草木の葉を採集して肥料として使用していたが、16・17世紀に開拓の進んだ平野部では周囲に採集可能な場所は少なく、林野も耕作地化する中で自給肥料の入手は困難となっていた。生産性向上のために効果の高い肥料が求められたこともあって、江戸時代には干鰯や油粕等の金肥と呼ばれる購入肥料が主流となっており、これは農家に現金収入を必要とさせて商品作物の栽培や副業による手工業品の生産を促した。
利用可能な土地が減少したことで飼料確保と人口を支える食糧生産が競合し、また畜力の有効性が低下する中で家畜の飼育は高コスト化していた。農家は肥料の購入・投下という一種の投資を通じて企業経営的側面の強化を求められ、最少費用・最大効率の経済原理に基づいた行動をおこして家畜の飼育をやめ、畜力から人力への移行を進めた。尾張藩の治める濃尾地方では、1810年頃の家畜飼育数は1660年頃に比べて約45%に減少、特に生産性の高い平野部で著しく、林野が利用でき比較的飼育コストがかからない山間部では緩やか、最も低下率が少なかったのは牛馬を輸送に使う陶器生産地帯であった。こうして減少した家畜に代わるエネルギーは人間が負担することになったが18世紀には人口の増加は頭打ちになっており、小農自立により経済的インセンティブを得て生産拡大を図る農民たちは自発的に勤勉に働いて労働時間は長時間化し、勤労・勤勉を尊ぶ倫理観が形成されていった。

## 勤勉革命の成果

### 生産性の向上

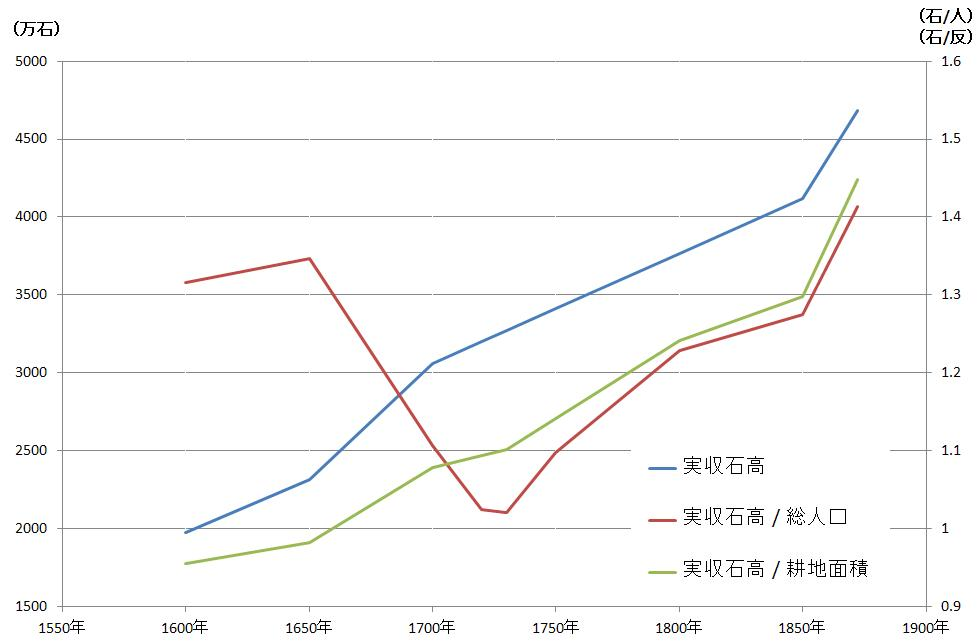
江戸時代の農業生産性の推移

勤勉革命を通じて土地生産性は向上する。耕地1反あたりの実収石高（全農業生産物を米に換算した生産高）は江戸時代初期においては0.963石であったのに対し、江戸時代を通じて右肩上がりで増加を続けた結果、明治初期には1.449石に達している。米生産に限ると明治初期の1878-82年頃では1ヘクタールあたり2.53トン（1反あたり1.69石）でこれは70-80年後の他のアジア諸国に匹敵もしくは上回る水準であった。
一人当たりの生産性も向上する。17世紀の大開墾時代には農業生産を上回る総人口の増加がみられるため人口に対する農業生産性は低下する。しかし人口・耕地面積の増加が鈍化する18世紀前半から生産性は上昇に転じ、特に19世紀後半には急増している。これには副業による手工業生産高が含まれていないことを考慮に入れると農民一人当たりの生産性はより顕著に上昇したと推定でき、また江戸時代に庶民の生活に余裕が生まれ大衆文化が華開いたことも生産性の向上を裏付けている。

### 余力の形成
生産性の向上は庶民生活に余裕を産み出し、識字率の向上や大衆文化の発展に寄与するものとなった。江戸時代農民の長時間労働には、倫理観や経済的必要性に迫られたという面だけではなく、小農自立に伴う隷属からの解放や自立経営の代償という意味も持ち、また労働に対して生活の向上という見返りも見込まれた。中世の農業労働者は多分に隷属的な立場にあったが、小農社会が形成される中で労働の自立性が強まっており、農民は勤労による成果を自らの収入とすることで富の蓄積が可能となり、そこまでいかずとも衣食住の全ての面で生活に向上が見られた。中世には麻布が使われていた衣料は木綿の国内生産の拡大とともに綿布が主流になり、栄養面の改善は平均余命を伸長させた。民家の造りも17世紀中頃を境に姿を変える。それまでは地面に直接柱を埋め込んだ簡単な掘立小屋が一般的であったが、礎石の上に柱を立て土間に代えて板張りの床を使った精巧で長持ちする住居へと変貌を遂げていた。
また生産性の向上は所得の増加に止まらず余暇を産み出し、休日・祭日の増加へ繋がった。近世における休日は村共同体内で決定されるため日数は地域・村落ごとにまちまちであるが、その原型は早いところで17世紀中、遅くとも18世紀中ごろには制定されおおよそ20-30日程度であった。しかし早いところで18世紀後半、大半は19世紀中から休日は増加し、多くは30-60日、最大で仙台藩の80日にまで達していた。

### 勤勉性
西ヨーロッパにおいて勤勉を美徳とする倫理観はプロテスタンティズムの影響を受けたものであるが、日本人の「国民性」とも言われる勤勉性は勤勉革命、つまり経済原理に則った江戸時代農民の行動によって培われたものである。そして勤勉革命の成果が減衰しないうちに工業化が行われたことが近代日本発展の土台となり、また現代において度々指摘される「日本人の働き過ぎ」の遠因となっている。
ただし江戸時代農民の勤勉性と現代人の考える勤勉性は必ずしも一致するものではない。工業化以前の農村社会では、社交と労働が混然とした中で自然のリズムにあわせて課題が遂行される「課題本位」と呼ばれる仕事の仕方をしており、それは時間を気にしながら働く人からは浪費的で緊張感を欠いていると看做されるものであった。江戸時代には計画的な農業経営が求められて農書の中でもその大切さが強調され、「一年の計は元旦にあり」「時は金なり」「早起きは三文の得」の格言に示されるように計画的な行動や時間の重要性が認識されていた。しかしこれは工業化を経験した人間が重要視する定時性とは異なるものであり、明治初期に日本に訪れた西洋人の中には「日本人は怠惰な民族」とみなす者も存在した。

### 鎖国の中での勤勉革命
江戸時代には鎖国政策が採られて海外との貿易が制限されたが、その中で勤勉革命は木綿や陶磁器などの主要手工業品の国内自給を可能にさせた。鎖国政策下でも四口と呼ばれる対外接触ルートが存在し、それを通じて貿易が行われていた。しかし輸出の主力であった金・銀・銅の鉱物資源の国内生産量が減少すると貿易が制限されるようになり、輸入品の国産化が進んだ。17世紀における輸入の主力は生糸であったが、17世紀末から18世紀にかけて幕府が輸入制限を行うと国内生糸生産量が急増してその穴を埋める。生糸に代って輸入の主力となった砂糖に関しても19世紀初頭には国産白砂糖が輸入糖を圧倒し、日本経済は事実上「閉鎖体系」と呼べる状況になっていた。

## 勤勉革命論の受容
1976年に速水が勤勉革命論を提唱すると日本ではそのまま受容される。川勝平太は自身の「海洋論」の中で「日英両国は17世紀まで木綿・陶磁器等の物産をアジアからの輸入に頼っていた。しかし、イギリスは本国・新大陸・インドの三角貿易による海洋型自給圏、日本は国内における陸地型自給圏を形成することでアジア依存からの脱却に成功した。そしてそれは産業革命・勤勉革命の二つの対照的な生産革命を契機とする。」と位置付け、「東アジア発展経路論」を提唱した杉原薫はグローバル・ヒストリー研究の視点から「土地が稀少で労働力が豊富な東アジアでは、勤勉革命にみられる労働集約的な発展経路が形成された」と捉えている。
また、速水から勤勉革命という用語を聞いたヤン・デ・フリース(fr)は、産業革命前夜のヨーロッパの労働集約的手工業の発展を勤勉革命と呼んで勤勉革命と産業革命は連続的なものと捉え、勤勉革命論はその適用範囲拡大の可能性が模索されている。しかし速水は「勤勉革命は工業化と対立する概念」であって外圧なしに自発的に工業化へ発展しないものと捉えており、これに対し否定的な見解を示している。